# Whitlockita
La whitlockita és un mineral de la classe dels fosfats que pertany i dona nom al subgrup whitlockita. Va ser descoberta l'any 1940 en una mina de Groton, Nou Hampshire, als Estats Units, sent nomenada així en honor de Percy Whitlock, mineralogista nord-americà.

## Característiques
És un fosfat anhidre de calci i magnesi amb fórmula Ca₉Mg(PO₄)₆(HPO₄). Cristal·litza en el sistema trigonal. La seva duresa a l'escala de Mohs és de 5. És un mineral estructuralment relacionat amb la wopmayita. Tots els exemplars de whitlockita trobats en meteorits són considerats actualment com merrillita. Pot ser emprada en joieria com a gemma.
Segons la classificació de Nickel-Strunz, la whitlockita pertany a «08.AC: Fosfats, etc. sense anions addicionals, sense H₂O, amb cations de mida mitjana i gran» juntament amb els següents minerals: howardevansita, alluaudita, arseniopleita, caryinita, ferroalluaudita, hagendorfita, johillerita, maghagendorfita, nickenichita, varulita, ferrohagendorfita, bradaczekita, yazganita, groatita, bobfergusonita, ferrowyllieita, qingheiita, rosemaryita, wyllieita, ferrorosemaryita, qingheiita-(Fe2+), manitobaita, marićita, berzeliita, manganberzeliita, palenzonaita, schäferita, brianita, vitusita-(Ce), olgita, bario-olgita, strontiowhitlockita, merrillita, tuita, ferromerrillita, bobdownsita, chladniita, fil·lowita, johnsomervilleita, galileiita, stornesita-(Y), xenofil·lita, harrisonita, kosnarita, panethita, stanfieldita, ronneburgita, tillmannsita i filatovita.

## Formació i jaciments
És un mineral secundari inusual que apareix en complexos de roques pegmatites de tipus granit. També s'ha trobat en jaciments de roques amb fosfats, així com en coves a partir del guano. Sol trobar associada a altres minerals com: ludlamita, fairfieldita, trifilita, siderita, apatita, quars o hidroxilapatita.
A Catalunya s'ha descrit només a la pedrera del turó de Montcada (Montcada i Reixac).